# مايك هولمز (لاعب كرة قدم أمريكية)
مايك هولمز (بالإنجليزية: Mike Holmes)‏ هو لاعب كرة قدم أمريكية ولاعب كرة قدم كندية أمريكي، ولد في 18 نوفمبر 1950 في غالفستون في الولايات المتحدة.

## وصلات خارجية
- مايك هولمز على موقع مرجع كرة القدم المحترفة.كوم (الإنجليزية)